# René Gouzenne
René Gouzenne, né le 7 février 1925 à Mirande (Gers) et mort le 21 juillet 2007 à Toulouse (Haute-Garonne), est un comédien, metteur en scène et directeur de théâtre français, fondateur et animateur de la Cave Poésie à Toulouse.

## Biographie
Né dans une famille de cheminots et d’instituteurs, il fréquente l’école normale d’Auch et tout jeune encore, il sera actif aux côtés de la Résistance intérieure française. À la Libération de la France, il commence à travailler dans l’enseignement, tout en œuvrant au sein de la Ligue de l’enseignement pour promouvoir le théâtre en milieu rural. Puis il est engagé par Jean Vilar en tant que comédien stagiaire au festival d’Avignon. Par la suite, il joue sous la direction de Jean Vilar et d’autres metteurs en scène comme Jean-Pierre Vincent, André Steiger, Philippe Adrien, Carlo Bosco. Il travaille comme formateur et dirigeant administratif.
En 1967, il crée la Cave Poésie, un petit lieu de spectacle qu’il animera pendant plus de quarante ans et qui est devenu un haut lieu culturel de Toulouse. L’année suivante, avec Danièle Catala, il fonde une troupe, le Théâtre de la Cave Poésie, et une école de théâtre, le Théâtre Studio de Toulouse, dont les élèves mettront notamment en scène la « Messa pels pòrcs » de Yves Rouquette. Il joue dans tous les théâtres toulousains, notamment Le Grenier de Toulouse.
Un film "René Gouzenne, la poésie d’un acteur", a été réalisé sur son activité de metteur en scène et d'acteur, essentiellement dans le cadre de la Cave Poésie. Ce film, réalisé par Emmanuelle Schies et produit par Les Films du Sud et distribué par PortaVista.